# فلترة الحزم
يستخدم مصطلح فلترة الحزم في شبكات الحاسوب إلى عملية مراقبة أو منع الحزم الواردة من الشبكة الداخلية أو جهاز اتصال إلى الإنترنت بناء على بروتوكول  حزمة بروتوكولات الإنترنت المتبع في الإتصال بالإنترنت.
تُرصد حزم بيانات بروتوكولات الإنترنت الواردة إلى راوتر، جدار الحماية أوي جهاز فلترة وذلك للتأكد من طبيعتها قبل السماح لها بالعبور لبقية الشبكة العنكبوتية. الحزم التي لا تلائم المسؤول لا يتم السماح لها بالعبور   .
يحتاج نظام الفلترة هذا إلى إشراف تام من المسؤول كلما حصلت هناك تغييرات في الشبكة الداخلية، فليس كل حزم البيانات تابثة الاستخدام. لهذا السبب تبقى أجهزة فلترة الحزم غير رائجة جدا.